# 192291 Palindrome
192291 Palindrome este o planetă minoră (asteroid) din centura de asteroizi. A fost descoperită pe 17 august 1990 la Observatorul Palomar de Andrew Lowe⁠(d) și a fost numită după palindrom. 
Obiectul prezintă o orbită caracterizată de o semiaxă mare de 2,724673712969 UAi, o excentricitate de 0,13218902884994, o înclinație de 8,0130533478462 ° în raport cu ecliptica.